# Acanthoscurria xinguensis
Acanthoscurria xinguensis is een spinnensoort in de taxonomische indeling van de vogelspinnen (Theraphosidae).
Het dier behoort tot het geslacht Acanthoscurria. De wetenschappelijke naam van de soort werd voor het eerst geldig gepubliceerd in 1960 door Timotheo.